# Феофанов, Олег Александрович
Оле́г Алекса́ндрович Феофа́нов (1928 — 1999) — советский и российский американист, специалист по политической рекламе, социальной психологии, социологии рекламы, социологии массовых коммуникаций, связям с общественностью. Кандидат исторических наук, доктор философских наук, профессор. Автор научно-популярных работ о западной рок-музыке и джазе, один из авторов документального и научно-популярного фильма с мощным анти-американским пропагандистским бэкграундом о манипулировании сознанием «На прицеле ваш мозг» (1985).

## Биография
Окончил МГИМО по специальности «журналист-международник» и по распределению более двадцати лет проработал в Советском информационном бюро.
В 1956—1960 годах являлся пресс-секретарём посольства СССР в Канаде.
Работал главным редактором международного журнала «Спутник», но был уволен, а журнал закрыт по решению М. А. Суслова из-за отхода от партийной линии.
В 1973 году в Институте США и Канады АН СССР защитил диссертацию на соискание учёной степени кандидата исторических наук по теме «Буржуазная политическая реклама в США: Новое в приемах и методах межпартийной и внутрипартийной борьбы. 1960-е годы» (специальность 07.00.03 — всеобщая история).
Работал в Институте США и Канады АН СССР до 1974 года, также преподавал в Академии общественных наук при ЦК КПСС и журналистском факультете МГУ имени М. В. Ломоносова.
В 1982 году защитил диссертацию на соискание учёной степени доктора философских наук по теме «Природа социальных иллюзий и механизмы их формирования в буржуазном обществе» (специальность 09.00.02 — Теория научного социализма и коммунизма). Несмотря на высокий уровень диссертации, первые две защиты в Академии общественных наук при ЦК КПСС прошли неудачно. 
В 1983 году присвоено учёное звание профессора.
В 1984 году был председателем жюри на Первом фестивале рекламных роликов.
Действительный член Международной академии информатизации (1996). 
Являлся членом редакционной коллегии и автором статей в журнале «Реклама».
Основатель Института дизайна и рекламы.
Любил творчество поэта Саши Чёрного, а также музыку Георга Фридриха Генделя, из которой особенно высоко оценивал ораторию «Мессия».
Умер от инфаркта во время перелёта из Парижа в Москву, возвращаясь с Европейского конкурса рекламы «Эпика», где был членом жюри.

## Отзывы
Социолог И. В. Крылов писал:
Вернувшись из Канады, он написал об этой стране книгу «Счастье в кредит», максимально честную по тем идеологическим нормам. За ней последовали сборник рассказов «Чужая улица» и три книги о рок-музыке: «Тигр в гитаре», «Музыка бунта», «Рок-музыка вчера и сегодня». Их зачитывали до дыр, размножали в фотокопиях, за бешеные деньги продавали на книжном рынке. Моё поколение именно из них узнало о современной музыке. И не только о роке, но и о современном джазе, глубоким знатоком и увлеченным коллекционером которого был Олег Александрович. [...]
Он подготовил несколько сильных аспирантов на факультете журналистики МГУ, а уж официальным оппонентом выступал, по-моему, не меньше чем на полусотне защит. Относился он к этому ритуальному мероприятию предельно требовательно: его десятистраничный отзыв на мою докторскую — образец научной скрупулёзности и добросовестности. Так он формировал свою неформальную научную школу. [...]
Этот человек в принципе не умел «делать карьеру», не умел ловчить, приспосабливаться, заводить нужные связи. Уверен, что он был чудовищно недооценён современным российским рекламным бизнесом (особенно той частью, которая занимается его приоритетной темой — политической рекламой). Да и вообще недооценен отечественной наукой о рекламе и социальных коммуникациях (если она у нас существует как таковая).
Если называть вещи их настоящими именами, профессор Олег Александрович Феофанов является основоположником современной отечественной научной школы, изучающей рекламу, public relations и социологию массовых коммуникаций в целом.
В свою очередь Д. Ю. Пучков, в беседе с журналистом К. В. Сёминым, следующим образом вспоминал своё первое знакомство с содержанием книги Феофанова «Агрессия лжи»: «Там всё чему меня с детства учили: как работает западная пропаганда, как капитализм на нас наезжает. Вот там просто всё слово в слово. Если раньше это всё воспринималось как какой-то забавный бред коммунистов... Да это же программа того, что с вами делать будут: как оно организовано, как оно происходит. Без всяких прикрас».

## Научные труды

### Монографии
- Феофанов О. А. США: Реклама и общество. Монография. — М.: Издательство «Мысль». Главная редакция социально-экономической литературы, 1974. — 262 с.
- Феофанов О. А. Реклама. Новые технологии в России: Психология рекламы. Формирование имиджа. Политическая реклама : Учебное пособие для подготовки профессионалов в сфере рекламы. — СПб.: Издательство «Питер», 2000. — 377 с. — (Маркетинг для профессионалов) ISBN 5-272-00037-4

### Научная редакция
- Бове К. Л., Аренс У. Ф. Современная реклама: Пер. с англ. / Общ. ред. О. А. Феофанова; Предисл. к рус. изд. М. А. Назарушкина[прим. 1]. — Тольятти: Изд. дом "Довгань", 1995. — XXV, 661,[16] с. — (Серия изданий "Irwin" по маркетингу). ISBN 5-88731-001-4

## Научно-популярные труды
- Феофанов О. А. Буржуазная культура на службе империалистической реакции. — М.: Госполитиздат, 1954. — 164 с.
- Феофанов О. А. Тайны золотой рамы. — М.: Политиздат, 1964. — 63 с.
- Феофанов О. А. Счастье в кредит: Очерки о Канаде. — М.: Госполитиздат, 1963. — 208 с. — (Запад наших дней). (2-е изд., обновл. и доп. — М.: Политиздат, 1966. — 319 с.); на болгарском языке —  Феофанов О. А. Щастие на кредит: Очерци за Канада / Прев. от рус. Дигчо Тотев. — София : Изд-во на Нац. съвет на Отечеств. фронт, 1964. — 191 с. (Поредица "Проблеми на Америка").
- Феофанов О. А. Шпионаж ради бизнеса. — М.: Политиздат, 1965. — 95 с.
- Феофанов О. А. Чужая улица. — М.: Молодая гвардия, 1968. — 80 с. — (Ровесник шагает по планете)
- Феофанов О. А. Тигр в гитаре. — М.: Детская литература, 1969. — 93 с.
- Феофанов О. А. Музыка бунта: Очерк о биг-бите: [Для ст. возраста] / Худож. В. Арлашин. — М.: Детская литература, 1975. — 112 с.
- Феофанов О. А. Формы и методы буржуазной пропаганды образа жизни. — К.: О-во "Знание" УССР[укр.], 1975. — 32 с. —(Библиотечка в помощь лектору "Советский образ жизни и современная идеологическая борьба").
- Феофанов О. А. Рок-музыка вчера и сегодня: Очерк: Для среднего и старшего возраста] / Худож. В. Ерлашин. — М.: Детская литература, 1978. — 158 с.
- Феофанов О. А. Агрессия лжи. — М.: Политиздат, 1987. — 319 с. — (Критика буржуазной идеологии и ревизионизма)
- Феофанов О. А., Налоев А. Бунтари и конформисты: Рок-музыка Запада за сорок лет / Послесл. Т. Чередниченко. — Ставрополь: Ставропольское книжное издательство, 1989. — 410 с. ISBN 5-7644-0254-9